# Lupulella mesomelas
Lo sciacallo dalla gualdrappa o sciacallo dal dorso argentato (Lupulella mesomelas Schreber, 1775) è un canide lupino indigeno dell'Africa subsahariana. Si riconoscono due sottospecie, separate da circa 900 chilometri: il L. m. mesomelas dell'Africa meridionale e il L. m. schmidti dell'Africa orientale. Viene classificato dalla IUCN tra le specie a rischio minimo, dato il suo vasto areale e la sua adattabilità, sebbene sia minacciato perché è un animale nocivo e portatore di rabbia.
In confronto ai canidi del genere Canis, lo sciacallo dalla gualdrappa è molto antico, essendo cambiato poco sin dal Pleistocene e, insieme all'imparentato sciacallo striato, rappresenta la specie filogeneticamente più basale. Malgrado il suo nome informale, lo sciacallo dalla gualdrappa non è strettamente imparentato con lo sciacallo propriamente detto, essendo invece di una stirpe più antica esclusiva dell'Africa. È fisicamente simile alle volpi e dispone d'una pelliccia di colore fulvo, con una sella nera sul dorso e sulla coda. Si tratta di un animale monogamo, i cui cuccioli talvolta rimangono coi genitori una volta cresciuti per assisterli a elevare le nuove generazioni di cucciolate. La sua dieta è molto variata, e include gli animali di taglia piccola e media, la vegetazione e gli scarti umani.

## Descrizione

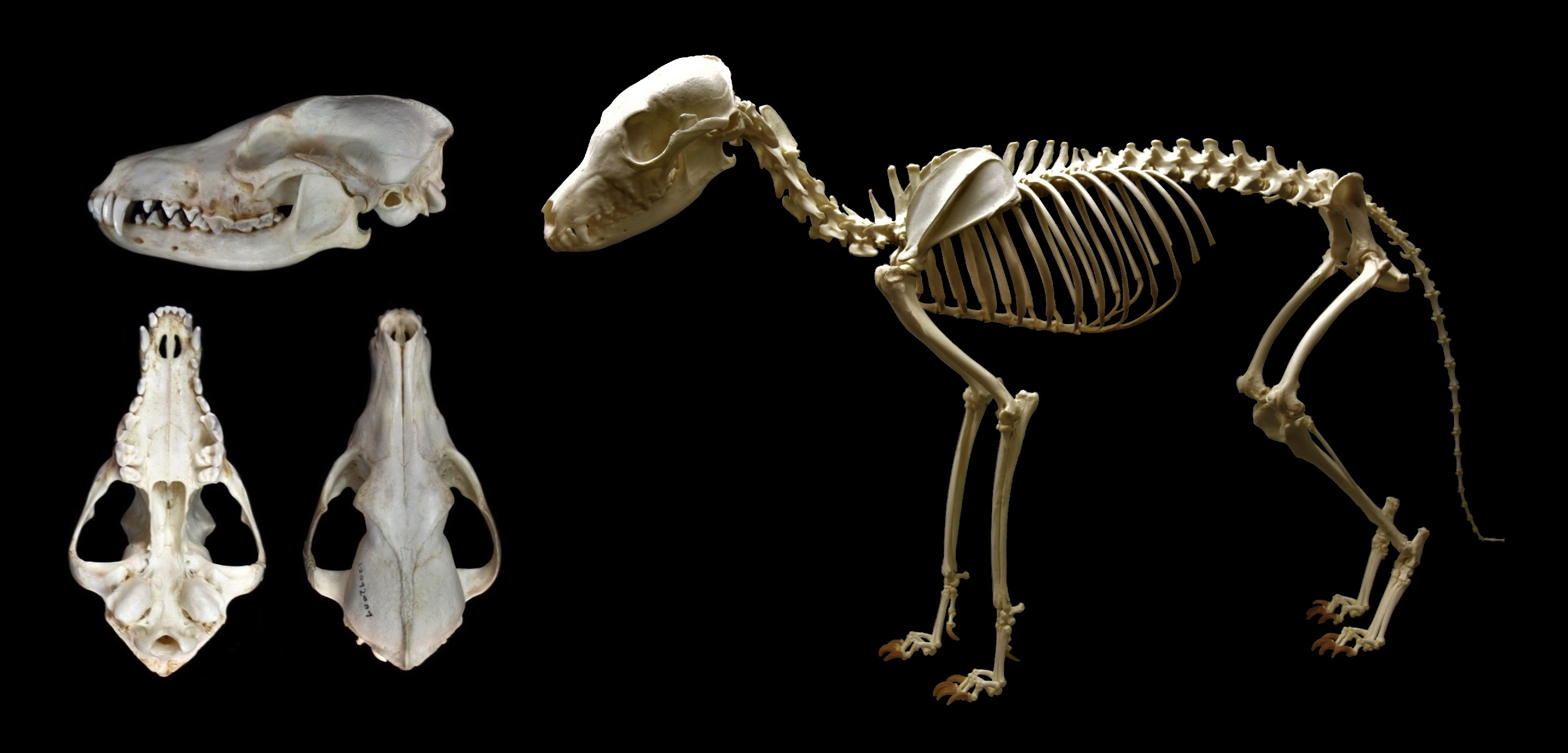
Cranio e scheletro

Lo sciacallo dalla gualdrappa è un canide simile a una volpe, e possiede un corpo snello, con arti lunghi e orecchie larghe. È simile allo sciacallo striato, sebbene il suo cranio e i suoi denti sono più robusti, e gli incisivi sono più affilati. Pesa circa 6-13 chili, misura 38–48 cm d'altezza alla spalla ed è lungo 81.2 cm.
Il colore di base è dal bruno rossiccio fino al tanno, essendo più vivace sui fianchi e gli arti. Una sella nera interspersa con peli argentati si estende dalle spalle fino alla base della coda. La sella viene separata dal resto del corpo d'una striscia nera lungo i fianchi, il cui spessore può essere usato per distinguere gli esemplari individualmente. La coda è folta con una punta nera. Le labbra, la gola, il petto e la superficie interiore degli arti sono bianchi. La pelliccia invernale è più bruno rossiccio di quella estatale. Si segnalano ogni tanto esemplari albini.

## Tassonomia e evoluzione
Lo sciacallo dalla gualdrappa abita nell'Africa orientale e meridionale da almeno 2-3 milioni di anni, come evidenziato dai reperti fossili in Kenya, Tanzania e il Sud Africa. Gli esemplari rinvenuti dal Transvaal in Sud Africa sono quasi identici alla specie odierna, pur dimostrando leggere differenze nella struttura delle ossa nasali. Siccome non si sono mai trovati i fossili della specie a nord dell'Etiopia, è probabile che sia sempre stata limitata all'Africa subsahariana. Si tratta di una specie relativamente non specializzata, capace di sopravvivere in una varietà di habitat, inclusi i deserti, dal momento che i suoi reni sono ben adattati a funzionare nei tempi di siccità. È comunque più adattato alla dieta carnivora in confronto al suo parente, lo sciacallo striato, come dimostrato dai suoi carnassiali ben sviluppati e la superficie più tagliente dei premolari.
La zoologa Juliet Clutton-Brock classificò lo sciacallo dalla gualdrappa come parente stretto dello sciacallo striato, date le somiglianze craniche e dentali. Si sa che tra le due specie e gli altri membri del genere Canis ci sia una notevole distanza genetica sin dal 1987, con un ulteriore studio due anni dopo sul DNA mitocondriale dimostrando che la diversificazione accadde circa 2.3-4.5 milioni di anni fa. Sempre attraverso lo studio sul DNA mitocondriale, nel 2005 fu prodotto un albero filogenetico che mette le due specie alla base del clade di canidi lupini:
|  | \| \| Cane \| \| \| \| \| \| Lupo grigio \| \| \| \| |
|  |                                                      |
|  | Coyote                                               |
|  |                                                      |
|  | Cane                                                 |
|  |                                                      |
|  | Lupo grigio                                          |
|  |                                                      |

|  | Cane        |
|  |             |
|  | Lupo grigio |
|  |             |

|  | \| \| Cane \| \| \| \| \| \| Lupo grigio \| \| \| \| |
|  |                                                      |
|  | Coyote                                               |
|  |                                                      |
|  | Cane                                                 |
|  |                                                      |
|  | Lupo grigio                                          |
|  |                                                      |

|  | Cane        |
|  |             |
|  | Lupo grigio |
|  |             |

|  | \| \| Cane \| \| \| \| \| \| Lupo grigio \| \| \| \| |
|  |                                                      |
|  | Coyote                                               |
|  |                                                      |
|  | Cane                                                 |
|  |                                                      |
|  | Lupo grigio                                          |
|  |                                                      |

|  | Cane        |
|  |             |
|  | Lupo grigio |
|  |             |

|  | \| \| Cane \| \| \| \| \| \| Lupo grigio \| \| \| \| |
|  |                                                      |
|  | Coyote                                               |
|  |                                                      |
|  | Cane                                                 |
|  |                                                      |
|  | Lupo grigio                                          |
|  |                                                      |

|  | Cane        |
|  |             |
|  | Lupo grigio |
|  |             |

|  | \| \| Cane \| \| \| \| \| \| Lupo grigio \| \| \| \| |
|  |                                                      |
|  | Coyote                                               |
|  |                                                      |
|  | Cane                                                 |
|  |                                                      |
|  | Lupo grigio                                          |
|  |                                                      |

|  | Cane        |
|  |             |
|  | Lupo grigio |
|  |             |

|  | \| \| Cane \| \| \| \| \| \| Lupo grigio \| \| \| \| |
|  |                                                      |
|  | Coyote                                               |
|  |                                                      |
|  | Cane                                                 |
|  |                                                      |
|  | Lupo grigio                                          |
|  |                                                      |

|  | Cane        |
|  |             |
|  | Lupo grigio |
|  |             |

|  | \| \| Cane \| \| \| \| \| \| Lupo grigio \| \| \| \| |
|  |                                                      |
|  | Coyote                                               |
|  |                                                      |
|  | Cane                                                 |
|  |                                                      |
|  | Lupo grigio                                          |
|  |                                                      |

|  | Cane        |
|  |             |
|  | Lupo grigio |
|  |             |

|  | \| \| Cane \| \| \| \| \| \| Lupo grigio \| \| \| \| |
|  |                                                      |
|  | Coyote                                               |
|  |                                                      |
|  | Cane                                                 |
|  |                                                      |
|  | Lupo grigio                                          |
|  |                                                      |

|  | Cane        |
|  |             |
|  | Lupo grigio |
|  |             |

|  | \| \| Cane \| \| \| \| \| \| Lupo grigio \| \| \| \| |
|  |                                                      |
|  | Coyote                                               |
|  |                                                      |
|  | Cane                                                 |
|  |                                                      |
|  | Lupo grigio                                          |
|  |                                                      |

|  | Cane        |
|  |             |
|  | Lupo grigio |
|  |             |

|  | \| \| Cane \| \| \| \| \| \| Lupo grigio \| \| \| \| |
|  |                                                      |
|  | Coyote                                               |
|  |                                                      |
|  | Cane                                                 |
|  |                                                      |
|  | Lupo grigio                                          |
|  |                                                      |

|  | Cane        |
|  |             |
|  | Lupo grigio |
|  |             |

|  | \| \| Cane \| \| \| \| \| \| Lupo grigio \| \| \| \| |
|  |                                                      |
|  | Coyote                                               |
|  |                                                      |
|  | Cane                                                 |
|  |                                                      |
|  | Lupo grigio                                          |
|  |                                                      |

|  | Cane        |
|  |             |
|  | Lupo grigio |
|  |             |

|  | \| \| Cane \| \| \| \| \| \| Lupo grigio \| \| \| \| |
|  |                                                      |
|  | Coyote                                               |
|  |                                                      |
|  | Cane                                                 |
|  |                                                      |
|  | Lupo grigio                                          |
|  |                                                      |

|  | Cane        |
|  |             |
|  | Lupo grigio |
|  |             |

|  | \| \| Cane \| \| \| \| \| \| Lupo grigio \| \| \| \| |
|  |                                                      |
|  | Coyote                                               |
|  |                                                      |
|  | Cane                                                 |
|  |                                                      |
|  | Lupo grigio                                          |
|  |                                                      |

|  | Cane        |
|  |             |
|  | Lupo grigio |
|  |             |

|  | \| \| Cane \| \| \| \| \| \| Lupo grigio \| \| \| \| |
|  |                                                      |
|  | Coyote                                               |
|  |                                                      |
|  | Cane                                                 |
|  |                                                      |
|  | Lupo grigio                                          |
|  |                                                      |

|  | Cane        |
|  |             |
|  | Lupo grigio |
|  |             |

|  | \| \| Cane \| \| \| \| \| \| Lupo grigio \| \| \| \| |
|  |                                                      |
|  | Coyote                                               |
|  |                                                      |
|  | Cane                                                 |
|  |                                                      |
|  | Lupo grigio                                          |
|  |                                                      |

|  | Cane        |
|  |             |
|  | Lupo grigio |
|  |             |

|  | \| \| Cane \| \| \| \| \| \| Lupo grigio \| \| \| \| |
|  |                                                      |
|  | Coyote                                               |
|  |                                                      |
|  | Cane                                                 |
|  |                                                      |
|  | Lupo grigio                                          |
|  |                                                      |

|  | Cane        |
|  |             |
|  | Lupo grigio |
|  |             |

|  | \| \| Cane \| \| \| \| \| \| Lupo grigio \| \| \| \| |
|  |                                                      |
|  | Coyote                                               |
|  |                                                      |
|  | Cane                                                 |
|  |                                                      |
|  | Lupo grigio                                          |
|  |                                                      |

|  | Cane        |
|  |             |
|  | Lupo grigio |
|  |             |

|  | \| \| Cane \| \| \| \| \| \| Lupo grigio \| \| \| \| |
|  |                                                      |
|  | Coyote                                               |
|  |                                                      |
|  | Cane                                                 |
|  |                                                      |
|  | Lupo grigio                                          |
|  |                                                      |

|  | Cane        |
|  |             |
|  | Lupo grigio |
|  |             |

|  | \| \| Cane \| \| \| \| \| \| Lupo grigio \| \| \| \| |
|  |                                                      |
|  | Coyote                                               |
|  |                                                      |
|  | Cane                                                 |
|  |                                                      |
|  | Lupo grigio                                          |
|  |                                                      |

|  | Cane        |
|  |             |
|  | Lupo grigio |
|  |             |

|  | \| \| Cane \| \| \| \| \| \| Lupo grigio \| \| \| \| |
|  |                                                      |
|  | Coyote                                               |
|  |                                                      |
|  | Cane                                                 |
|  |                                                      |
|  | Lupo grigio                                          |
|  |                                                      |

|  | Cane        |
|  |             |
|  | Lupo grigio |
|  |             |

|  | \| \| Cane \| \| \| \| \| \| Lupo grigio \| \| \| \| |
|  |                                                      |
|  | Coyote                                               |
|  |                                                      |
|  | Cane                                                 |
|  |                                                      |
|  | Lupo grigio                                          |
|  |                                                      |

|  | Cane        |
|  |             |
|  | Lupo grigio |
|  |             |

|  | \| \| Cane \| \| \| \| \| \| Lupo grigio \| \| \| \| |
|  |                                                      |
|  | Coyote                                               |
|  |                                                      |
|  | Cane                                                 |
|  |                                                      |
|  | Lupo grigio                                          |
|  |                                                      |

|  | Cane        |
|  |             |
|  | Lupo grigio |
|  |             |

|  | \| \| Cane \| \| \| \| \| \| Lupo grigio \| \| \| \| |
|  |                                                      |
|  | Coyote                                               |
|  |                                                      |
|  | Cane                                                 |
|  |                                                      |
|  | Lupo grigio                                          |
|  |                                                      |

|  | Cane        |
|  |             |
|  | Lupo grigio |
|  |             |

|  | \| \| Cane \| \| \| \| \| \| Lupo grigio \| \| \| \| |
|  |                                                      |
|  | Coyote                                               |
|  |                                                      |
|  | Cane                                                 |
|  |                                                      |
|  | Lupo grigio                                          |
|  |                                                      |

|  | Cane        |
|  |             |
|  | Lupo grigio |
|  |             |

|  | \| \| Cane \| \| \| \| \| \| Lupo grigio \| \| \| \| |
|  |                                                      |
|  | Coyote                                               |
|  |                                                      |
|  | Cane                                                 |
|  |                                                      |
|  | Lupo grigio                                          |
|  |                                                      |

|  | Cane        |
|  |             |
|  | Lupo grigio |
|  |             |

|  | \| \| Cane \| \| \| \| \| \| Lupo grigio \| \| \| \| |
|  |                                                      |
|  | Coyote                                               |
|  |                                                      |
|  | Cane                                                 |
|  |                                                      |
|  | Lupo grigio                                          |
|  |                                                      |

|  | Cane        |
|  |             |
|  | Lupo grigio |
|  |             |

|  | \| \| Cane \| \| \| \| \| \| Lupo grigio \| \| \| \| |
|  |                                                      |
|  | Coyote                                               |
|  |                                                      |
|  | Cane                                                 |
|  |                                                      |
|  | Lupo grigio                                          |
|  |                                                      |

|  | Cane        |
|  |             |
|  | Lupo grigio |
|  |             |

|  | \| \| Cane \| \| \| \| \| \| Lupo grigio \| \| \| \| |
|  |                                                      |
|  | Coyote                                               |
|  |                                                      |
|  | Cane                                                 |
|  |                                                      |
|  | Lupo grigio                                          |
|  |                                                      |

|  | Cane        |
|  |             |
|  | Lupo grigio |
|  |             |

|  | \| \| Cane \| \| \| \| \| \| Lupo grigio \| \| \| \| |
|  |                                                      |
|  | Coyote                                               |
|  |                                                      |
|  | Cane                                                 |
|  |                                                      |
|  | Lupo grigio                                          |
|  |                                                      |

|  | Cane        |
|  |             |
|  | Lupo grigio |
|  |             |

|  | \| \| Cane \| \| \| \| \| \| Lupo grigio \| \| \| \| |
|  |                                                      |
|  | Coyote                                               |
|  |                                                      |
|  | Cane                                                 |
|  |                                                      |
|  | Lupo grigio                                          |
|  |                                                      |

|  | Cane        |
|  |             |
|  | Lupo grigio |
|  |             |

|  | \| \| Cane \| \| \| \| \| \| Lupo grigio \| \| \| \| |
|  |                                                      |
|  | Coyote                                               |
|  |                                                      |
|  | Cane                                                 |
|  |                                                      |
|  | Lupo grigio                                          |
|  |                                                      |

|  | Cane        |
|  |             |
|  | Lupo grigio |
|  |             |

|  | \| \| Cane \| \| \| \| \| \| Lupo grigio \| \| \| \| |
|  |                                                      |
|  | Coyote                                               |
|  |                                                      |
|  | Cane                                                 |
|  |                                                      |
|  | Lupo grigio                                          |
|  |                                                      |

|  | Cane        |
|  |             |
|  | Lupo grigio |
|  |             |

|  | \| \| Sciacallo striato \| \| \| \| \| \| Sciacallo dalla gualdrappa \| \| \| \| |
|  |                                                                                  |
|  | Sciacallo striato                                                                |
|  |                                                                                  |
|  | Sciacallo dalla gualdrappa                                                       |
|  |                                                                                  |

|  | Sciacallo striato          |
|  |                            |
|  | Sciacallo dalla gualdrappa |
|  |                            |

|  | \| \| Cane \| \| \| \| \| \| Lupo grigio \| \| \| \| |
|  |                                                      |
|  | Coyote                                               |
|  |                                                      |
|  | Cane                                                 |
|  |                                                      |
|  | Lupo grigio                                          |
|  |                                                      |

|  | Cane        |
|  |             |
|  | Lupo grigio |
|  |             |

|  | \| \| Cane \| \| \| \| \| \| Lupo grigio \| \| \| \| |
|  |                                                      |
|  | Coyote                                               |
|  |                                                      |
|  | Cane                                                 |
|  |                                                      |
|  | Lupo grigio                                          |
|  |                                                      |

|  | Cane        |
|  |             |
|  | Lupo grigio |
|  |             |

|  | \| \| Cane \| \| \| \| \| \| Lupo grigio \| \| \| \| |
|  |                                                      |
|  | Coyote                                               |
|  |                                                      |
|  | Cane                                                 |
|  |                                                      |
|  | Lupo grigio                                          |
|  |                                                      |

|  | Cane        |
|  |             |
|  | Lupo grigio |
|  |             |

|  | \| \| Cane \| \| \| \| \| \| Lupo grigio \| \| \| \| |
|  |                                                      |
|  | Coyote                                               |
|  |                                                      |
|  | Cane                                                 |
|  |                                                      |
|  | Lupo grigio                                          |
|  |                                                      |

|  | Cane        |
|  |             |
|  | Lupo grigio |
|  |             |

|  | \| \| Cane \| \| \| \| \| \| Lupo grigio \| \| \| \| |
|  |                                                      |
|  | Coyote                                               |
|  |                                                      |
|  | Cane                                                 |
|  |                                                      |
|  | Lupo grigio                                          |
|  |                                                      |

|  | Cane        |
|  |             |
|  | Lupo grigio |
|  |             |

|  | \| \| Cane \| \| \| \| \| \| Lupo grigio \| \| \| \| |
|  |                                                      |
|  | Coyote                                               |
|  |                                                      |
|  | Cane                                                 |
|  |                                                      |
|  | Lupo grigio                                          |
|  |                                                      |

|  | Cane        |
|  |             |
|  | Lupo grigio |
|  |             |

|  | \| \| Cane \| \| \| \| \| \| Lupo grigio \| \| \| \| |
|  |                                                      |
|  | Coyote                                               |
|  |                                                      |
|  | Cane                                                 |
|  |                                                      |
|  | Lupo grigio                                          |
|  |                                                      |

|  | Cane        |
|  |             |
|  | Lupo grigio |
|  |             |

|  | \| \| Cane \| \| \| \| \| \| Lupo grigio \| \| \| \| |
|  |                                                      |
|  | Coyote                                               |
|  |                                                      |
|  | Cane                                                 |
|  |                                                      |
|  | Lupo grigio                                          |
|  |                                                      |

|  | Cane        |
|  |             |
|  | Lupo grigio |
|  |             |

|  | \| \| Cane \| \| \| \| \| \| Lupo grigio \| \| \| \| |
|  |                                                      |
|  | Coyote                                               |
|  |                                                      |
|  | Cane                                                 |
|  |                                                      |
|  | Lupo grigio                                          |
|  |                                                      |

|  | Cane        |
|  |             |
|  | Lupo grigio |
|  |             |

|  | \| \| Cane \| \| \| \| \| \| Lupo grigio \| \| \| \| |
|  |                                                      |
|  | Coyote                                               |
|  |                                                      |
|  | Cane                                                 |
|  |                                                      |
|  | Lupo grigio                                          |
|  |                                                      |

|  | Cane        |
|  |             |
|  | Lupo grigio |
|  |             |

|  | \| \| Cane \| \| \| \| \| \| Lupo grigio \| \| \| \| |
|  |                                                      |
|  | Coyote                                               |
|  |                                                      |
|  | Cane                                                 |
|  |                                                      |
|  | Lupo grigio                                          |
|  |                                                      |

|  | Cane        |
|  |             |
|  | Lupo grigio |
|  |             |

|  | \| \| Cane \| \| \| \| \| \| Lupo grigio \| \| \| \| |
|  |                                                      |
|  | Coyote                                               |
|  |                                                      |
|  | Cane                                                 |
|  |                                                      |
|  | Lupo grigio                                          |
|  |                                                      |

|  | Cane        |
|  |             |
|  | Lupo grigio |
|  |             |

|  | \| \| Cane \| \| \| \| \| \| Lupo grigio \| \| \| \| |
|  |                                                      |
|  | Coyote                                               |
|  |                                                      |
|  | Cane                                                 |
|  |                                                      |
|  | Lupo grigio                                          |
|  |                                                      |

|  | Cane        |
|  |             |
|  | Lupo grigio |
|  |             |

|  | \| \| Cane \| \| \| \| \| \| Lupo grigio \| \| \| \| |
|  |                                                      |
|  | Coyote                                               |
|  |                                                      |
|  | Cane                                                 |
|  |                                                      |
|  | Lupo grigio                                          |
|  |                                                      |

|  | Cane        |
|  |             |
|  | Lupo grigio |
|  |             |

|  | \| \| Cane \| \| \| \| \| \| Lupo grigio \| \| \| \| |
|  |                                                      |
|  | Coyote                                               |
|  |                                                      |
|  | Cane                                                 |
|  |                                                      |
|  | Lupo grigio                                          |
|  |                                                      |

|  | Cane        |
|  |             |
|  | Lupo grigio |
|  |             |

|  | \| \| Cane \| \| \| \| \| \| Lupo grigio \| \| \| \| |
|  |                                                      |
|  | Coyote                                               |
|  |                                                      |
|  | Cane                                                 |
|  |                                                      |
|  | Lupo grigio                                          |
|  |                                                      |

|  | Cane        |
|  |             |
|  | Lupo grigio |
|  |             |

|  | \| \| Cane \| \| \| \| \| \| Lupo grigio \| \| \| \| |
|  |                                                      |
|  | Coyote                                               |
|  |                                                      |
|  | Cane                                                 |
|  |                                                      |
|  | Lupo grigio                                          |
|  |                                                      |

|  | Cane        |
|  |             |
|  | Lupo grigio |
|  |             |

|  | \| \| Cane \| \| \| \| \| \| Lupo grigio \| \| \| \| |
|  |                                                      |
|  | Coyote                                               |
|  |                                                      |
|  | Cane                                                 |
|  |                                                      |
|  | Lupo grigio                                          |
|  |                                                      |

|  | Cane        |
|  |             |
|  | Lupo grigio |
|  |             |

|  | \| \| Cane \| \| \| \| \| \| Lupo grigio \| \| \| \| |
|  |                                                      |
|  | Coyote                                               |
|  |                                                      |
|  | Cane                                                 |
|  |                                                      |
|  | Lupo grigio                                          |
|  |                                                      |

|  | Cane        |
|  |             |
|  | Lupo grigio |
|  |             |

|  | \| \| Cane \| \| \| \| \| \| Lupo grigio \| \| \| \| |
|  |                                                      |
|  | Coyote                                               |
|  |                                                      |
|  | Cane                                                 |
|  |                                                      |
|  | Lupo grigio                                          |
|  |                                                      |

|  | Cane        |
|  |             |
|  | Lupo grigio |
|  |             |

|  | \| \| Cane \| \| \| \| \| \| Lupo grigio \| \| \| \| |
|  |                                                      |
|  | Coyote                                               |
|  |                                                      |
|  | Cane                                                 |
|  |                                                      |
|  | Lupo grigio                                          |
|  |                                                      |

|  | Cane        |
|  |             |
|  | Lupo grigio |
|  |             |

|  | \| \| Cane \| \| \| \| \| \| Lupo grigio \| \| \| \| |
|  |                                                      |
|  | Coyote                                               |
|  |                                                      |
|  | Cane                                                 |
|  |                                                      |
|  | Lupo grigio                                          |
|  |                                                      |

|  | Cane        |
|  |             |
|  | Lupo grigio |
|  |             |

|  | \| \| Cane \| \| \| \| \| \| Lupo grigio \| \| \| \| |
|  |                                                      |
|  | Coyote                                               |
|  |                                                      |
|  | Cane                                                 |
|  |                                                      |
|  | Lupo grigio                                          |
|  |                                                      |

|  | Cane        |
|  |             |
|  | Lupo grigio |
|  |             |

|  | \| \| Cane \| \| \| \| \| \| Lupo grigio \| \| \| \| |
|  |                                                      |
|  | Coyote                                               |
|  |                                                      |
|  | Cane                                                 |
|  |                                                      |
|  | Lupo grigio                                          |
|  |                                                      |

|  | Cane        |
|  |             |
|  | Lupo grigio |
|  |             |

|  | \| \| Cane \| \| \| \| \| \| Lupo grigio \| \| \| \| |
|  |                                                      |
|  | Coyote                                               |
|  |                                                      |
|  | Cane                                                 |
|  |                                                      |
|  | Lupo grigio                                          |
|  |                                                      |

|  | Cane        |
|  |             |
|  | Lupo grigio |
|  |             |

|  | \| \| Cane \| \| \| \| \| \| Lupo grigio \| \| \| \| |
|  |                                                      |
|  | Coyote                                               |
|  |                                                      |
|  | Cane                                                 |
|  |                                                      |
|  | Lupo grigio                                          |
|  |                                                      |

|  | Cane        |
|  |             |
|  | Lupo grigio |
|  |             |

|  | \| \| Cane \| \| \| \| \| \| Lupo grigio \| \| \| \| |
|  |                                                      |
|  | Coyote                                               |
|  |                                                      |
|  | Cane                                                 |
|  |                                                      |
|  | Lupo grigio                                          |
|  |                                                      |

|  | Cane        |
|  |             |
|  | Lupo grigio |
|  |             |

|  | \| \| Cane \| \| \| \| \| \| Lupo grigio \| \| \| \| |
|  |                                                      |
|  | Coyote                                               |
|  |                                                      |
|  | Cane                                                 |
|  |                                                      |
|  | Lupo grigio                                          |
|  |                                                      |

|  | Cane        |
|  |             |
|  | Lupo grigio |
|  |             |

|  | \| \| Cane \| \| \| \| \| \| Lupo grigio \| \| \| \| |
|  |                                                      |
|  | Coyote                                               |
|  |                                                      |
|  | Cane                                                 |
|  |                                                      |
|  | Lupo grigio                                          |
|  |                                                      |

|  | Cane        |
|  |             |
|  | Lupo grigio |
|  |             |

|  | \| \| Cane \| \| \| \| \| \| Lupo grigio \| \| \| \| |
|  |                                                      |
|  | Coyote                                               |
|  |                                                      |
|  | Cane                                                 |
|  |                                                      |
|  | Lupo grigio                                          |
|  |                                                      |

|  | Cane        |
|  |             |
|  | Lupo grigio |
|  |             |

|  | \| \| Cane \| \| \| \| \| \| Lupo grigio \| \| \| \| |
|  |                                                      |
|  | Coyote                                               |
|  |                                                      |
|  | Cane                                                 |
|  |                                                      |
|  | Lupo grigio                                          |
|  |                                                      |

|  | Cane        |
|  |             |
|  | Lupo grigio |
|  |             |

|  | \| \| Cane \| \| \| \| \| \| Lupo grigio \| \| \| \| |
|  |                                                      |
|  | Coyote                                               |
|  |                                                      |
|  | Cane                                                 |
|  |                                                      |
|  | Lupo grigio                                          |
|  |                                                      |

|  | Cane        |
|  |             |
|  | Lupo grigio |
|  |             |

|  | \| \| Sciacallo striato \| \| \| \| \| \| Sciacallo dalla gualdrappa \| \| \| \| |
|  |                                                                                  |
|  | Sciacallo striato                                                                |
|  |                                                                                  |
|  | Sciacallo dalla gualdrappa                                                       |
|  |                                                                                  |

|  | Sciacallo striato          |
|  |                            |
|  | Sciacallo dalla gualdrappa |
|  |                            |

Data la vasta distanza genetica tra lo sciacallo dalla gualdrappa e gli altri canidi "lupini", fu proposto di cambiare il nome generico della specie da Canis a Lupulella, una decisione che fu formalizzata nel 2019 nella conferenza del ramo dell'Iucn dedicato ai canidi.

### Sottospecie
Dal 2005, la MSW riconosce due sottospecie separate da un varco che estende dallo Zambia fino alla Tanzania.
| Sottospecie                        | Immagine | Autorità       | Descrizione | Areale                                                                                           | Sinonimi                                                                       |
| ---------------------------------- | -------- | -------------- | --- | ------------------------------------------------------------------------------------------------ | ------------------------------------------------------------------------------ |
| Sciacallo del capo L. m. mesomelas |          | Schreber, 1775 | [ 3 ] | Dal capo di Buona Speranza verso nord all'Angola, Namibia, Zimbabwe, e il Mozambico meridionale. | achrotes (Thomas, 1925) arenarum (Thomas, 1926) variegatoides (A. Smith, 1833) |
| Sciacallo orientale L. m. schmidti |          | Noack, 1897    | Dispone d'una cranio più largo e corto a rispetto della sottospecie meridionale. I carnassiali sono inoltre più lunghi e sottili, e i molari sono più piccoli. | Etiopia meridionale, Sud Sudan, Somalia, Kenya, Uganda, e la Tanzania settentrionale.            | elgonae (Heller, 1914) mcmillani (Heller, 1914)                                |

Uno studio svolto nel 2017 sul citocromo b mitocondriale di ambe le due popolazioni però dimostrò che i due si diversificarono circa 2.5 milioni di anni fa, più indietro nel tempo che la diversificazione tra il lupo grigio e il lupo africano, che sono classificate come specie distinte. Questo giunge alla possibilità che le due popolazioni di sciacallo dalla gualdrappa siano infatti due specie separate invece che semplici variazioni geografiche d'una singola specie.

## Comportamento

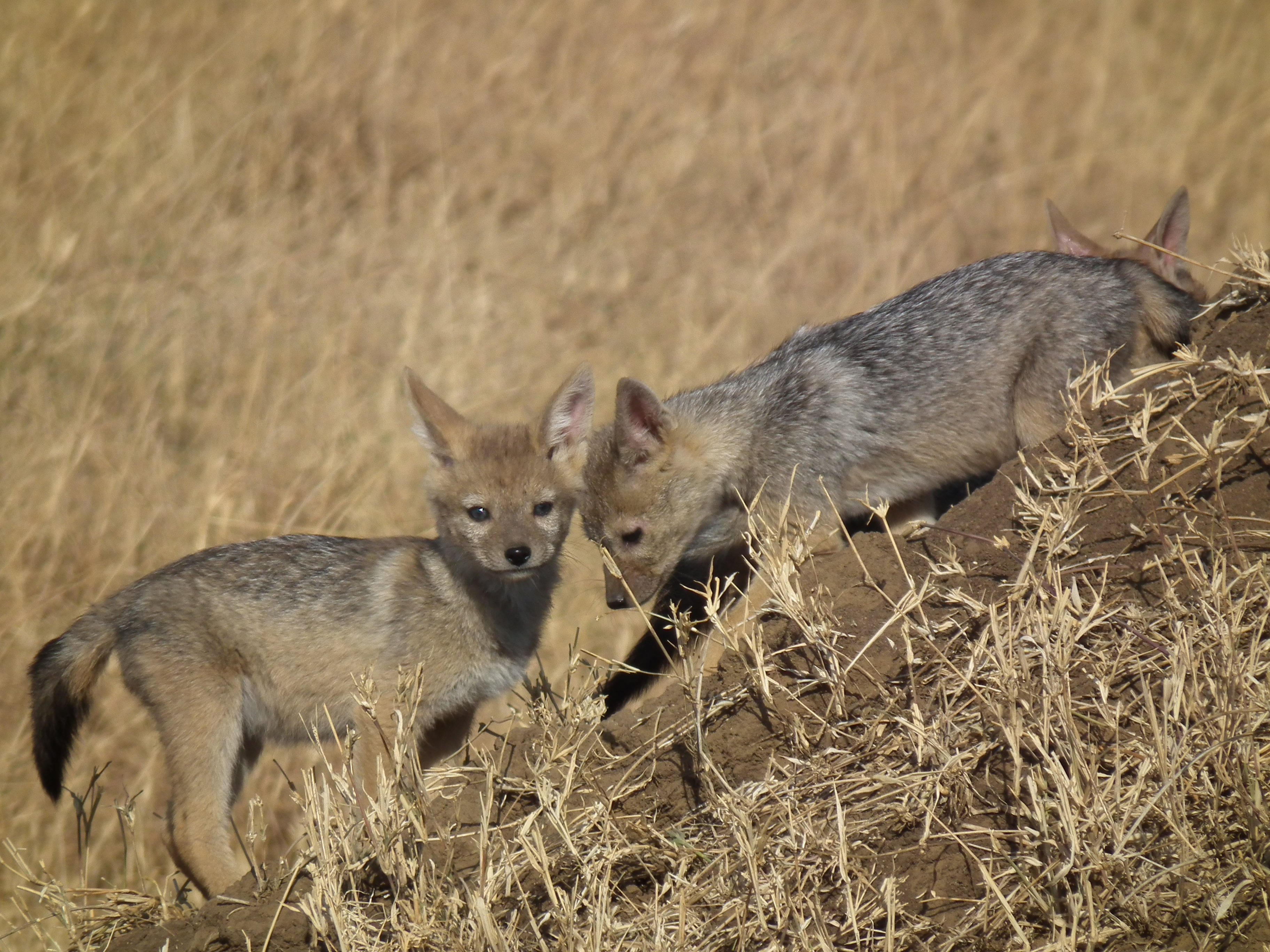
Cuccioli di sciacallo orientale (L. m. schmidti), Tanzania.

### Socialità e territorialità
Lo sciacallo dalla gualdrappa è un animale monogamo e territoriale, la cui organizzazione sociale assomiglia molto a quella dello sciacallo dorato. I cuccioli della prima specie però tendono a rimanere più spesso con i genitori per aiutarli ad allevare le cucciolate nuove. L'unità sociale tipica consiste d'una coppia che difende il suo territorio attraverso il segnalare i confini territoriali con le feci e l'urina. Le pattuglie territoriali vengono spesso svolte in due, e la coppia scaccerà ferocemente qualsiasi intruso. Gli scontri diretti vengono solitamente evitati attraverso gli ululati, segnalando così la non disponibilità di una zona. Si tratta infatti d'una specie molto vocale, soprattutto nell'Africa meridionale. Fra i suoi vocalizzi, si segnalano grida, latrati, abbai, ringhi e «risate». Comunica con i suoi simili, e avverte la sua propria presenza, con un ululato acuto. Se colto alla sprovvista, emette un grido seguito da latrati acuti. Questo suono è particolarmente forte quando l'animale si trova dinanzi un leopardo. Nelle zone in cui lo sciacallo dalla gualdrappa condivide il suo areale col lupo africano, tende a non ululare, preferendo invece di latrare. In contrasto, gli sciacalli dalla gualdrappa nell'Africa meridionale, dove il lupo non è presente, ulula in modo lupino. È stato segnalato a schiamazzare come una volpe se intrappolato.

### Riproduzione
L'accoppiamento si svolge dal tardo maggio fino ad agosto, con una gravidanza di 60 giorni. I cuccioli nascono da luglio a ottobre. Si ritiene che le nascite nella stagione estiva siano sincronizzate con il periodo d'abbondanza di ratti otomi e i ratti d'erba striati, mentre quelle invernali con la stagione del parto degli ungulati. Le cucciolate consistono di 1-9 piccoli, che nascono ciechi. La madre controlla i cuccioli per tre settimane, mentre il padre e i fratelli cresciuti li nutrono. I cuccioli aprono gli occhi dopo 8-10 giorni, e lasciano la tana all'età di tre settimane. Lo svezzamento avviene dopo 8-9 settimane dalla nascita, e riescono a cacciare da soli all'età di sei mesi. Raggiungono la maturità sessuale a 11 mesi, sebbene pochi esemplari riescano a riprodursi nel loro primo anno di vita. A differenza del lupo africano, le cui relazioni familiari tendono a essere amichevoli, i cuccioli di sciacallo dalla gualdrappa tendono a diventare più aggressivi fra di loro quanto più invecchiano, e stabiliscono gerarchie più ferree. I cuccioli dominanti monopolizzano il cibo, e diventano indipendenti prima. I cuccioli cresciuti possono lasciare i genitori all'età d'un anno, sebbene alcuni possano rimanere per aiutare i genitori a curare le nuove cucciolate. La durata di vita media allo stato selvatico è di sette anni, mentre gli esemplari in cattività possono vivere fino all'età di quattordici.

## Ecologia

### Habitat
La specie tende a preferire le zone aperte senza vegetazione folta, sebbene occupi una grande varietà di habitat, dai deserti aridi costali alle zone con più di 2000 mm di precipitazione. Abita anche nelle zone agricole, le savane e le zone alpine.

### Dieta

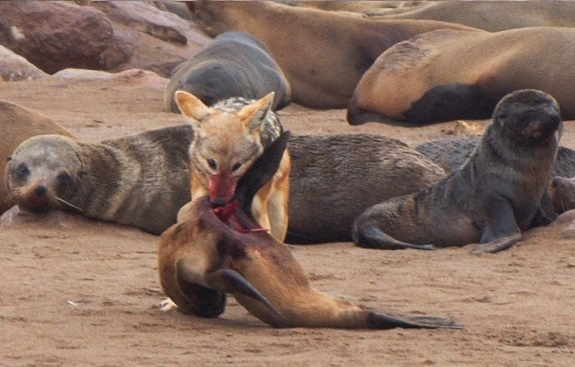
Sciacallo del capo (L. m. mesomelas) mentre si ciba di un cucciolo di otaria orsina, Namibia.

Lo sciacallo della gualdrappa è onnivoro, cibandosi di invertebrati, inclusi scarafaggi, cavallette, grilli, termiti, millepiedi, ragni e scorpioni. Mangia inoltre mamifferi, inclusi roditori, lepri e giovani antilopi fino alla grandezza dei cuccioli di damalischi. Si nutre anche di carogne, lucertole e serpenti. Una coppia di sciacalli fu segnalata mentre uccideva un'otarda di Kori e un mamba nero. Si nutre ogni tanto di frutta e bacche. Nelle zone costali, è stato osservato intento a mangiare mamifferi marini spiaggiati, foche, pesci e molluschi. Uno sciacallo adulto è capace di abbattere un impala senza aiuto. Gli esemplari adulti di dik-dik e di gazella di Thomson sembrano rappresentare gli esemplari di dimensioni maggiori adatti alle possibilità di caccia della specie, sebbene possa attaccare animali più grandi se sono malati, come è stato osservato in una coppia di sciacalli che molestava un rinoceronte maschio infermo. Le prede alte vengono uccise con morsi sugli arti, l'inguine e la gola. Nei boschi del Serengeti, si nutre principalmente di arvicanti. Nell'Africa orientale, durante la siccità, caccia le giovani gazelle, gli impala, i damalischi e i facoceri. Nell'Africa meridionale, lo sciacallo si nutre soprattutto di antilopi (principalmente gli impala e gli springbok, ma ogni tanto anche dei cefalofini, le redunche e i raficeri), carogne, lepri, bestiame, insetti e roditori. Attacca anche piccoli carnivori come manguste, puzzole, e gatti selvatici. Sulla costa del deserto del Namib, si ciba principalmente di uccelli marini (soprattutto i cormorani del capo, i cormorani pettobianco, e i pinguini del capo), mamifferi marini (incluse le otarie orsine), pesci e insetti. Come la maggior parte dei canidi, lo sciacallo dalla gualdrappa nasconde gli scarti dei suoi pasti.

### Nemici e concorrenti
Nelle zone in cui l'areale dello sciacallo dalla gualdrappa coincide con quello del più grande sciacallo striato, il primo costringe il secondo ad abbandonare le zone aperte a favore dei boschi. Questo è inusuale fra i carnivori, visto che solitamente sono le specie più grandi a scacciare le più piccole. I cuccioli possono diventare preda per il lupo africano, i rateli e le iene brune e macchiate. Gli adulti possono essere cacciati da leopardi, caracal, licaoni e le aquile marziali.

## Rapporti con gli umani

### Nel folclore
Lo sciacallo dalla gualdrappa è un personaggio consueto nel folclore e nella mitologia dei khoi, in cui viene spesso rappresentato come compagno del leone, spesso tradendolo o imbrogliandolo con la sua astuzia. Almeno un racconto khoi narra come lo sciacallo ottenne la sua sella quando offrì di trasportare il sole sul suo dorso. Un racconto !kung, al contrario, racconta come la sella fosse bruciata sul suo dorso come punizione per le sue abitudini di ladro. Secondo un racconto etiope, gli sciacalli e gli uomini divennero nemici quando Noè rifiutò di portarli sull'arca durante il grande diluvio, cedendo solo quando Dio gli ordinò di ospitarli.